# The Party (canção de Justice)
"The Party" (renomeada para "Tthhee Ppaarrttyy") é uma canção de música eletrônica do duo francês Justice do álbum de estreia †. Lançado como single em 18 de junho de 2007. Contém os vocais da cantora e compositora Uffie, cuja música é de mesmo nome lançada em 2006.
Essa canção serviu fortemente de influência vocal para a cantora norte-americana Kesha.